# 동자카르타

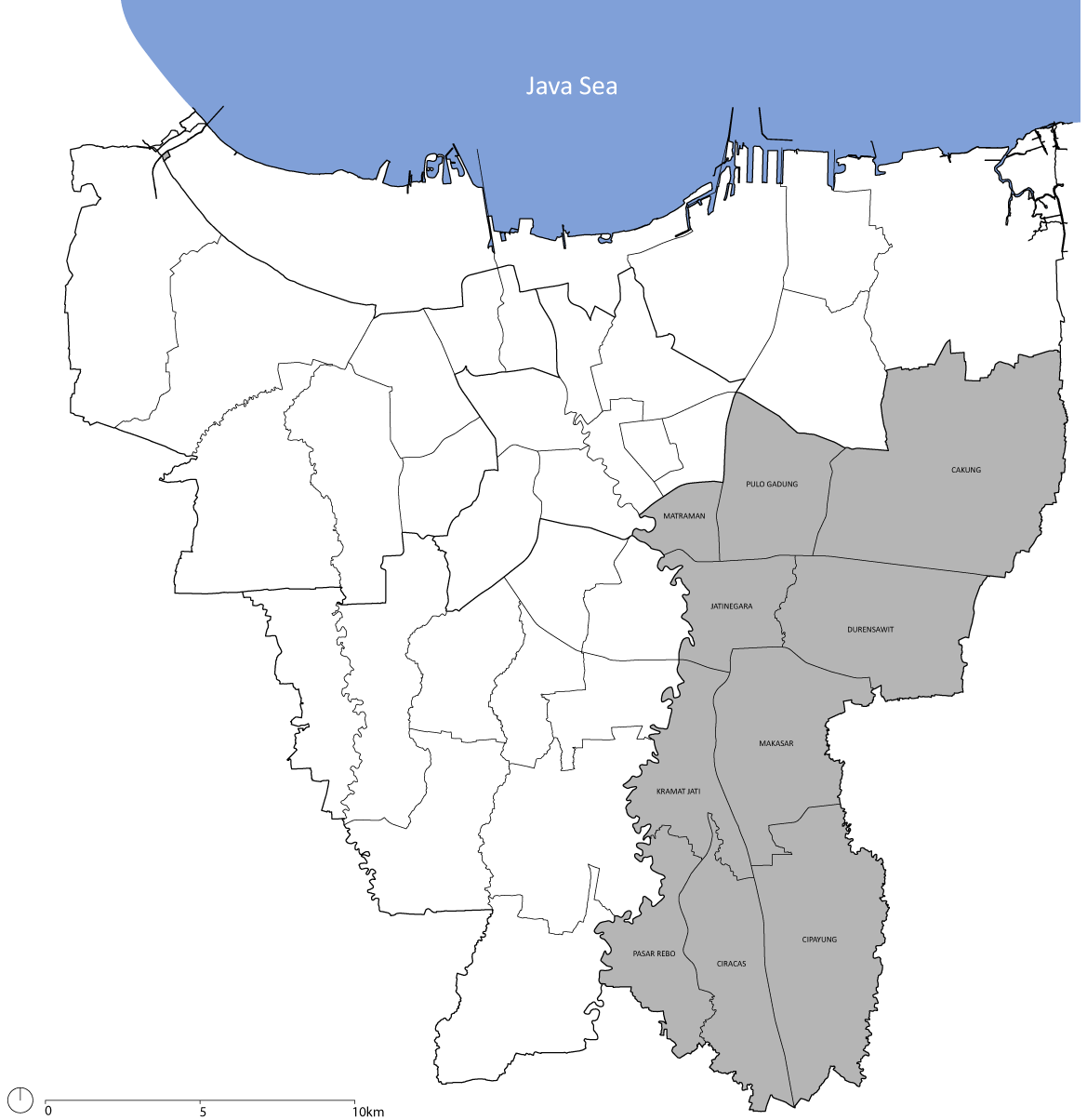
동자카르타의 영역

동자카르타(인도네시아어: Jakarta Timur 자카르타 티무르[*])는 자카르타 특별수도지역을 이루는 5개의 시 중 하나이다. 2010년 기준으로 2,687,027명이 거주하고 있으며, 자카르타에서 가장 인구가 많은 시이기도 하다. 북쪽으로는 북자카르타를, 동쪽으로는 브카시를, 남쪽으로는 데폭을, 서쪽으로는 남자카르타와 중앙자카르타와 접한다.
동자카르타 행정청사는 자티네가라 구에 위치해 있다.

## 지리
동자카르타는 총 10개 구(Kecamatan)로 나뉜다.
- 마트라만
- 풀로가둥
- 자티네가라
- 두렌사윗
- 크라맛자티
- 마카사르
- 파사르레보
- 치라카스
- 치파융
- 카쿵

## 경제와 교통
과거에는 설탕 공장으로 유명한 곳이었다. 1914년 세투, 자티와르나, 세제르, 칼리제렝, 프동클란 등 총 23곳의 설탕공장이 이곳에 문을 열었고, 반세기 동안 가동되다가 1997년 외환 위기를 겪으며 문을 닫았다. 오늘날에는 인도네시아의 항공사인 아비아스타 만디리 사가 이곳에 본사를 두고 있다.
동자카르타에는 할림 페르다나쿠수마 국제공항이 있는데, 제한 영업을 하고 있다. 따라서 항공편이 한시간 이내에 한 대 꼴로 취급된다. 도로교통으로는 치라카스에 캄풍 람부탄 버스터미널이 있으며, 도시간 노선과 주(州)간 노선들을 운영하고 있다. 2012년에는 풀로게방 버스 터미널이 새로 문을 열었다.